# Bourg-lès-Valence
Bourg-lès-Valence ist eine französische Gemeinde im Département Drôme in der Region Auvergne-Rhône-Alpes. Die Einwohner der Gemeinde werden Bourcains genannt.

## Geografie
Bourg-lès-Valence liegt unmittelbar nördlich von Valence, dem Hauptort des Départements Drôme. Das Siedlungsgebiet von Valence ist mit demjenigen von Bourg-lès-Valence sowie weiteren Vorortsgemeinden eng zusammengewachsen. Dieser Ballungsraum hat insgesamt über 120.000 Einwohner. Westlich grenzt das Gemeindegebiet von Bourg-lès-Valence an die Rhone. Auf der anderen Seite des Flusses liegt das Département Ardèche mit der Gemeinde Châteaubourg.

## Geschichte
Die mittelalterliche Burg Confolens am Zusammenfluss der Isère und der Rhone fiel in den Jahren 1960/65 raumplanerischen Maßnahmen zum Opfer, die im Zusammenhang mit dem Bau eines Wasserkraftwerkes standen.

## Bevölkerungsentwicklung
| Jahr                       | 1962   | 1968   | 1975   | 1982   | 1990   | 1999   | 2006   | 2017   |
| Einwohner                  | 10.856 | 12.812 | 15.616 | 16.033 | 18.230 | 18.347 | 18.420 | 19.975 |
| Quellen: Cassini und INSEE |        |        |        |        |        |        |        |        |

Mit 19.872 Einwohnern (Stand 1. Januar 2022) gehört Bourg-lès-Valence zu den größten Gemeinden im Département Drôme. 1962 lag die Bewohnerzahl noch bei 10.856, seitdem steigt die Einwohnerzahl. Vor allem in den 1970er Jahren wurde ein starkes Wachstum verzeichnet.

## Sehenswürdigkeiten
- Die frühere, von Kanonikern verwaltete Pfarrkirche St-Pierre de Bourg-lès-Valence war eines der ersten Gotteshäuser des Valentinois. Das Gebäude diente den Bischöfen als Grablege, wurde im Verlauf der Hugenottenkriege im Jahr 1597 zerstört, mehrfach wieder aufgebaut und erfuhr im 19. und 20. Jahrhundert umfassende Veränderungen.
- Der Château du Valentin genannte Bischofspalast stammt aus dem Jahr 1668.
- Château de Champrousset
- Die ehemalige Cartoucherie (dt. Munitionsfabrik) beherbergt unter der Bezeichnung Cour des Images ein Zentrum für Animationsfilm mit Produktionsstudios und verschiedenen Institutionen dieser Branche.

## Partnerstädte
Die Stadt ist durch Städtepartnerschaften verbunden mit
- Ebersbach an der Fils in Baden-Württemberg, Deutschland (seit 1983)
- Ebersbach/Sa. in Sachsen, Deutschland (seit 1991)
- Talin in Armenien (seit 2004)

## Persönlichkeiten
- René Bérenger (1830–1915), Politiker

## Nachweise
1. ↑  Website der Stadt